# Гнаденвальд
Гнаденвальд (нем. Gnadenwald) — коммуна в Австрии, в федеральной земле Тироль.

Входит в состав округа Инсбрук. Площадь коммуны составляет 11,50 км², население — 826 человек (1 января 2021), плотность населения — 71 чел./км². Официальный код — 7 03 11.

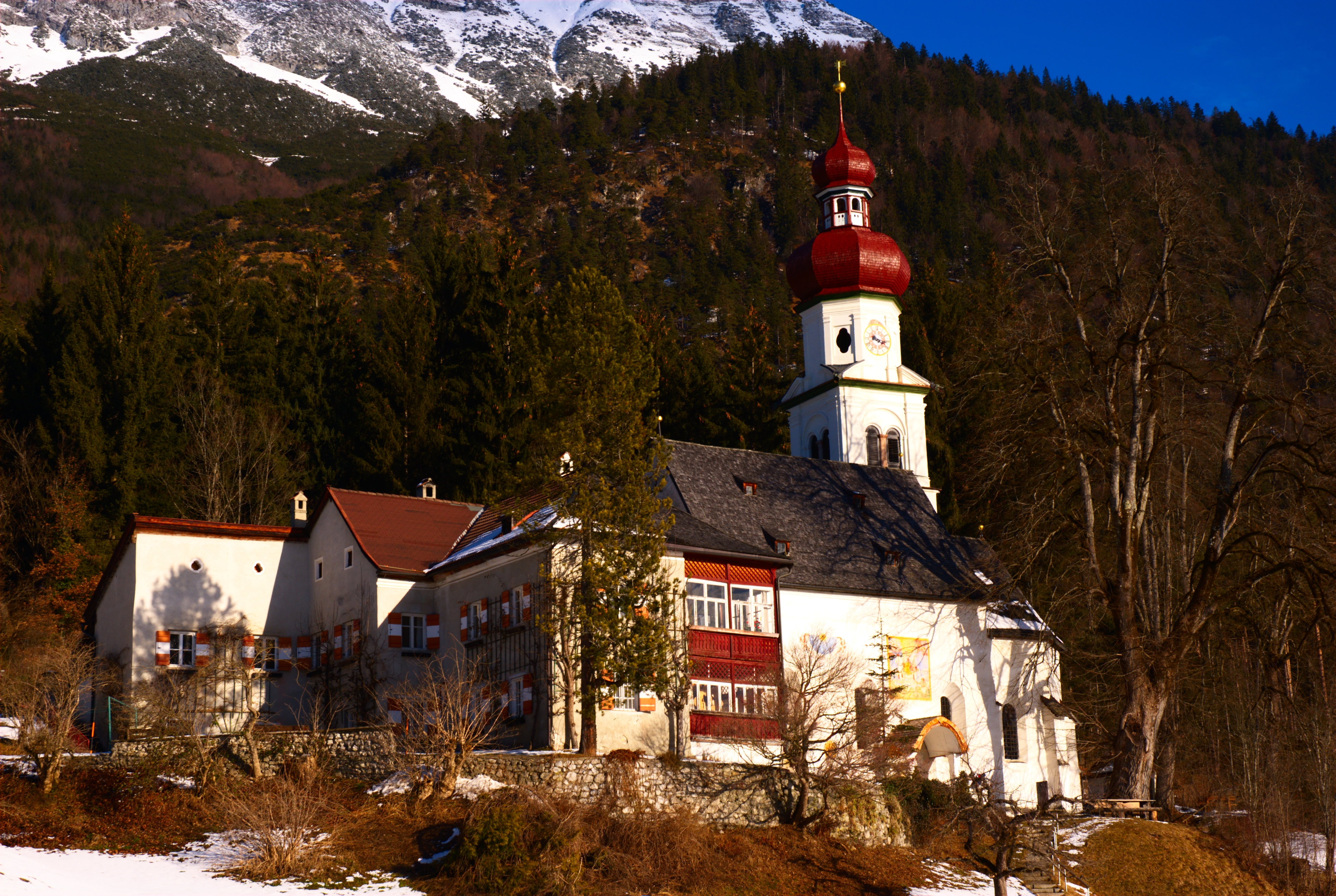
Монастырь и церковь Святого Мартина в Гнаденвальде

## Население
| Год  | Численность |
| ---- | ----------- |
| 1869 | 301         |
| 1889 | 288         |
| 1890 | 282         |
| 1900 | 266         |
| 1910 | 266         |
| 1923 | 284         |
| 1934 | 273         |
| 1939 | 258         |
| 1951 | 359         |
| 1961 | 309         |
| 1971 | 350         |
| 1981 | 409         |
| 1991 | 551         |
| 2001 | 605         |
| 2011 | 725         |
| 2021 | 826         |

## Спорт и активный отдых
Благодаря своему расположению в живописном горном районе коммуна располагает условиями для занятий спортом и активным отдыхом как в летний, так и в зимний сезоны. Имеются маршруты для пеших прогулок и езды на горных велосипедах, тренировочный горнолыжный склон с подъёмником и 27-километровая лыжная трасса, возможны занятия альпинизмом, полёты на парапланах и дельтапланах. С Инсбруком Гнаденвальд связан автобусным сообщением.

## Политическая ситуация
Бургомистр коммуны — Гюнтер Штрассер по результатам выборов 2004 года.